# إيرل تي. فاغنر
إيرل تي. فاغنر هو كاتب عدل ‏ ومحامي وسياسي أمريكي، ولد في 27 أبريل 1908 في سينسيناتي في الولايات المتحدة، وتوفي بنفس المكان في 6 مارس 1990. نشط حزبياً في الحزب الديمقراطي. وقد انتخب عضو مجلس النواب الأمريكي ‏.